# Нидернзилль
Нидернзилль (нем. Niedernsill) — коммуна (нем. Gemeinde) в Австрии, в федеральной земле Зальцбург. 
Входит в состав округа Целль-ам-Зе.  Население составляет 2440 человек (на 15 мая 2006 года). Занимает площадь 57 км². Официальный код  —  5 06 15.

## Политическая ситуация
Бургомистр коммуны — Йохан Хёльверт (АНП) по результатам выборов 2004 года.
Совет представителей коммуны (нем. Gemeinderat) состоит из 17 мест.
- СДПА занимает 8 мест.
- АНП занимает 7 мест.
- АПС занимает 2 места.